# Інноваційна діяльність
Інноваційна діяльність — вид діяльності, пов'язаний із трансформацією наукових досліджень і розробок, інших науково-технологічних досягнень у новий чи покращений продукт введений на ринок, в оновлений чи вдосконалений технологічний процес, що використовується у практичній діяльності, чи новий підхід до реалізації соціальних послуг, їх адаптацію до актуальних вимог суспільства.

## Тлумачення
Інноваційна діяльність (від англ. innovation — нововведення) — діяльність, що спрямована на використання і комерціалізацію результатів наукових досліджень та розробок і зумовлює випуск на ринок нових конкурентоздатних товарів і послуг.
Інноваційна діяльність — діяльність, спрямована на комерціалізацію накопичених знань, технологій і обладнання. Результатом інноваційної діяльності є новий або додатковий продукт або продукт з новими якостями.
Інноваційною діяльністю є всі наукові, технологічні, організаційні, фінансові та комерційні дії, що реально приводять до здійснення інновацій або задумані з цією метою. Деякі види інноваційної діяльності є інноваційними самі по собі, інші не мають цієї властивості, але теж необхідні для здійснення інновацій. Інноваційна діяльність включає також дослідження і розробки, не пов'язані прямо з підготовкою якої-небудь конкретної інновації.

Відповідно до Закону «Про інвестиційну діяльність» Інноваційна діяльність − одна з форм інвестиційної діяльності, що здійснюється з метою впровадження досягнень науково-технічного прогресу у виробництво і соціальну сферу.

## Об'єкти та суб'єкти інноваційної діяльності
Об'єктами інноваційної діяльності є:
- інноваційні програми і проекти;
- нові знання та інтелектуальні продукти;
- виробниче обладнання та процеси;
- інфраструктура виробництва і підприємництва;
- організаційно-технічні рішення виробничого, адміністративного, комерційного або іншого характеру, що істотно поліпшують структуру і якість виробництва і (або) соціальної сфери;
- сировинні ресурси, засоби їх видобування і переробки;
- товарна продукція;
- механізми формування споживчого ринку і збуту товарної продукції.

Суб'єктами інноваційної діяльності можуть бути фізичні або юридичні особи, які провадять інноваційну діяльність або залучають
майнові та інтелектуальні цінності, вкладають власні чи запозичені кошти в реалізацію інноваційних проектів.

## Інноваційний продукт
Інноваційний продукт є результатом виконання інноваційного проекту і науково-дослідною або дослідно-конструкторською розробкою нової технології (в тому числі — інформаційної) чи продукції з виготовленням експериментального зразка чи дослідної партії і відповідає таким вимогам:
1. він є реалізацією (впровадженням) об'єкта інтелектуальної власності (винаходу, корисної моделі, промислового зразка, топографії інтегральної мікросхеми, селекційного досягнення тощо), на які виробник продукту має державні охоронні документи (патенти, свідоцтва) чи одержані від власників цих об'єктів інтелектуальної власності ліцензії, або реалізацією (впровадженням) відкриттів. При цьому використаний об'єкт інтелектуальної власності має бути визначальним для даного продукту;
2. розробка продукту підвищує вітчизняний науково-технічний і технологічний рівень;
3. цей продукт вироблено (буде вироблено) вперше, або якщо не вперше, то порівняно з іншим аналогічним продуктом, представленим на ринку, він є конкурентоздатним і має суттєво вищі техніко-економічні показники.

## Наукове освоєння
Найавторитетнішим науковим підрозділом в Україні, яке постійно займається науковим аналізом-дослідженням проблематики інноваційної діяльності є відділ інноваційної політики, економіки і організації високих технологій Інституту економіки та прогнозування НАН України.
Наукові розробки інституту в цьому важливому напрямку постійно використовуються в діяльності Уряду, адміністрації Президента України, Ради національної безпеки та оборони, Національного банку, а також у законотворчій діяльності Верховної Ради України.

## Фінансування інноваційної діяльності
Фінансування інноваційної діяльності є однією з найважливіших умов ефективної інноваційної діяльності, оскільки інноваційність розвитку економічних систем та процесів у світі досягається за допомогою комерціалізації науково-технічних результатів інноваційної діяльності, а також вимагає значних вливань фінансових ресурсів. У багатьох країнах світу основним фінансовим ресурсом для розвитку інноваційної діяльності виступає бюджетне фінансування. В Україні основним джерелом фінансування виступають власні кошти підприємств.
| Рік  | Загальна сума витрат | Власні кошти підприємства | Кошти держбюджету | Кошти іноземних інвесторів | Інші джерела |
| ---- | -------------------- | ------------------------- | ----------------- | -------------------------- | ------------ |
| 2013 | 9562,6               | 6973,4                    | 24,7              | 1253,2                     | 1311,3       |
| 2014 | 7695,9               | 6540,3                    | 344,1             | 138,7                      | 672,8        |
| 2015 | 13813,7              | 13427,0                   | 55,1              | 58,6                       | 273,0        |
| 2016 | 23229,5              | 22036,0                   | 179,0             | 23,4                       | 991,1        |
| 2017 | 9117,5               | 7704,1                    | 227,3             | 107,8                      | 1078,3       |